# Nesoperla johnsi
Nesoperla johnsi is een steenvlieg uit de familie Gripopterygidae. De wetenschappelijke naam van de soort is voor het eerst geldig gepubliceerd in 1977 door McLellan.